# Mirjana Lučić-Baroni
Mirjana Lučić-Baroni (a 2013-as szezonig születési nevén Mirjana Lučić néven versenyzett), Dortmund, 1982. március 9. –) horvát hivatásos teniszezőnő, junior egyéni- és páros-, valamint felnőtt páros Grand Slam-tornagyőztes.
1997-ben kezdte profi pályafutását. 13 éves korában, 1996. januárban a lány párosok között már döntőt játszott az Australian Openen. Juniorként háromszoros Grand Slam tornagyőztes, miután  1996-ban, 14 évesen, megnyerte a US Open lány egyéni, majd 1997-ben az Australian Open lány egyéni- és páros versenyét is. 1998 januárjában, még juniorként, 15 évesen, Martina Hingis párjaként az Australian Open felnőtt tornáján is megszerezte a tornagyőzelmet, ugyanebben az évben Wimbledonban Mahes Bhúpati párjaként döntőt játszott vegyes párosban. Egyéniben 1999-ben elődöntőt játszott Wimbledonban, majd 18 évvel később sikerült ismét Grand Slam-tornán elődöntőt játszania a 2017-es Australian Openen.
Három egyéni és három páros WTA-torna győztese, emellett négy egyéni és három páros ITF-tornán végzett az első helyen. Legjobb egyéni világranglista-helyezése a 20. hely, amelyre 2017. május 1-én került. Párosban a legjobb eredménye a 19. hely volt 1998. október 26-án.
15 éves, 1 hónapos és 25 napos volt, amikor első WTA-tornagyőzelmét szerezte a Croatian Bol Ladies Openen, ezzel az ötödik legfiatalabb tornagyőztes a WTA-történetében. Ő tartja a rekordot a két WTA-tornagyőzelem között eltelt idő tekintetében, mivel az 1998-as Croatian Bol Ladies Open után 16 év és négy hónappal később szerezte következő elsőségét Québecben.
2011. november 15-én házasodott össze Daniele Baroni amerikai üzletemberrel.

## Junior Grand Slam döntői

### Egyéni

#### Győzelmek (2)
| Év   | Bajnokság       | Borítás | Ellenfél            | Eredmény |
| ---- | --------------- | ------- | ------------------- | -------- |
| 1996 | US Open         | Kemény  | Marlene Weingärtner | 6–2, 6–1 |
| 1997 | Australian Open | Kemény  | Marlene Weingärtner | 6–2, 6–2 |

### Páros

#### Győzelmek (1)
| Év   | Bajnokság       | Borítás | Partner     | Ellenfél                       | Eredmény |
| ---- | --------------- | ------- | ----------- | ------------------------------ | -------- |
| 1997 | Australian Open | Kemény  | Jasmin Wöhr | Cho Yoon-jeong Shiho Hisamatsu | 6–2, 6–2 |

#### Elveszített döntői (1)
| Év   | Bajnokság       | Borítás | Partner               | Ellenfél                              | Eredmény |
| ---- | --------------- | ------- | --------------------- | ------------------------------------- | -------- |
| 1996 | Australian Open | Kemény  | Volha Barabanscsikava | Michaela Paštiková Jitka Schönfeldová | 1–6, 3–6 |

## Grand Slam-döntői

### Páros

#### Győzelmek (1)
| Év   | Bajnokság       | Borítás | Partner        | Ellenfél                           | Eredmény      |
| ---- | --------------- | ------- | -------------- | ---------------------------------- | ------------- |
| 1998 | Australian Open | Kemény  | Martina Hingis | Lindsay Davenport Natallja Zverava | 6–4, 2–6, 6–3 |

### Vegyes páros

#### Elveszített döntői (1)
| Év   | Bajnokság | Borítás | Partner       | Ellenfél                  | Eredmény |
| ---- | --------- | ------- | ------------- | ------------------------- | -------- |
| 1998 | Wimbledon | Fű      | Mahes Bhúpati | Serena Williams Max Mirni | 4–6, 4–6 |

## WTA-döntői

### Egyéni

#### Győzelmei (3)
| Összesítés           |                        |
| Grand Slam-torna (0) |                        |
| Tier I (0)           | Premier Mandatory* (0) |
| Tier II (0)          | Premier Five* (0)      |
| Tier III (0)         | Premier* (0)           |
| Tier IV (2)          | International* (1)     |
| Tier V (0)           | Challenger* (0)        |

* 2009-től megváltozott a tornák rendszere.
 Az egymás mellett azonos színnel jelölt tornatípusok között nincs teljes mértékű megfelelés.
| No. | Dátum                | Helyszín                       | Borítás     | Ellenfél a döntőben | Eredmény a döntőben | Eredmény a döntőben |
| 1.  | 1997. május 4.       | Croatian Bol Ladies Open, Bol  | Salak       | Corina Morariu      | 7–5, 6–7(4), 7–6(5) |                     |
| 2.  | 1998. május 3.       | Croatian Bol Ladies Open, Bol  | Salak       | Corina Morariu      | 6–4, 6–2            |                     |
| 3.  | 2014. szeptember 14. | Coupe Banque Nationale, Québec | Szőnyeg (f) | Venus Williams      | 6–4, 6–3            |                     |

#### Elveszített döntői (2)
| No. | Dátum           | Helyszín                                 | Borítás | Ellenfél a döntőben | Eredmény a döntőben | Eredmény a döntőben |
| 1.  | 1997. május 24. | Internationaux de Strasbourg, Strasbourg | Salak   | Steffi Graf         | 2–6, 5–7            |                     |
| 2.  | 2016. május 21. | Internationaux de Strasbourg, Strasbourg | Salak   | Caroline Garcia     | 4–6, 1–6            |                     |

### Páros

#### Győzelmei (3)
| Összesítés           |                        |
| Grand Slam-torna (1) |                        |
| Tier I (1)           | Premier Mandatory* (0) |
| Tier II (0)          | Premier Five* (0)      |
| Tier III (0)         | Premier* (0)           |
| Tier IV (0)          | International* (1)     |
| Tier V (0)           | Challenger* (0)        |

* 2009-től megváltozott a tornák rendszere.
 Az egymás mellett azonos színnel jelölt tornatípusok között nincs teljes mértékű megfelelés.
| No. | Dátum                | Helyszín                       | Borítás     | Partner        | Ellenfél a döntőben                | Eredmény a döntőben | Eredmény a döntőben |
| 1.  | 1998. február 1.     | Australian Open, Melbourne     | Kemény      | Martina Hingis | Lindsay Davenport Natallja Zverava | 6–4, 2–6, 6–3       |                     |
| 2.  | 1998. február 8.     | Toray Pan Pacific Open, Tokió  | Szőnyeg (f) | Martina Hingis | Lindsay Davenport Natallja Zverava | 7–5, 6–4            |                     |
| 3.  | 2014. szeptember 14. | Coupe Banque Nationale, Québec | Szőnyeg (f) | Lucie Hradecká | Julia Görges Andrea Hlaváčková     | 6–3, 7–6(8)         |                     |

#### Elveszített döntői (1)
| No. | Dátum          | Helyszín                      | Borítás | Partner          | Ellenfél a döntőben         | Eredmény a döntőben | Eredmény a döntőben |
| 1.  | 1998. május 2. | Croatian Bol Ladies Open, Bol | Salak   | Joannette Kruger | Laura Montalvo Paola Suárez | játék nélkül        |                     |

## ITF döntői
| $100,000 torna |
| $75,000 torna  |
| $50,000 torna  |
| $25,000 torna  |
| $10,000 torna  |

### Egyéni: 7 (4–3)
| Eredmény | No. | Dátum                | Torna                                               | Borítás     | Ellenfél            | Eredmény      |
| -------- | --- | -------------------- | --------------------------------------------------- | ----------- | ------------------- | ------------- |
| Döntős   | 1.  | 1996. december 15.   | Salzburg, Ausztria                                  | Szőnyeg (f) | Chanda Rubin        | 1–6, 2–6      |
| Döntős   | 2.  | 1997. június 22.     | Marseille, Franciaország                            | Salak       | Amelie Cocheteux    | 6–4, 5–7, 4–6 |
| Győztes  | 1.  | 1997. augusztus 3.   | Makarska, Horvátország                              | Salak       | Sandra Dopfer       | 6–1, 6–4      |
| Döntős   | 3.  | 2009. november 1.    | Bayamon, Puerto Rico                                | Kemény      | Rossana de los Ríos | 3–6, 4–6      |
| Győztes  | 2.  | 2010. április 11.    | Jackson, (Mississippi), Amerikai Egyesült Államok   | Salak       | Jamie Hampton       | 7–5, 6–3      |
| Győztes  | 3.  | 2010. szeptember 26. | Albuquerque, (Új-Mexikó), Amerikai Egyesült Államok | Kemény      | Lindsay Lee-Waters  | 6–1, 6–4      |
| Győztes  | 4.  | 2013. október 13.    | Joué-lès-Tours, Franciaország                       | Kemény (f)  | An-Sophie Mestach   | 6–4, 6–2      |

### Páros: 3 (3–0)
| Eredmény | No. | Dátum              | Torna                                           | Borítás     | Partner       | Ellenfél                             | Eredmény         |
| -------- | --- | ------------------ | ----------------------------------------------- | ----------- | ------------- | ------------------------------------ | ---------------- |
| Győztes  | 1.  | 1996. december 15. | Salzburg, Ausztria                              | Szőnyeg (f) | Chanda Rubin  | Adriana Barna Anca Barna             | 6–3, 6–2         |
| Győztes  | 2.  | 2012. november 4.  | New Braunfels, Amerikai Egyesült Államok        | Kemény      | Jelena Bovina | Mariana Duque Mariño Adriana Pérez   | 6–3, 4–6, [10–8] |
| Győztes  | 3.  | 2013. február 10.  | Midland, (Michigan ), Amerikai Egyesült Államok | Kemény (f)  | Czink Melinda | Maria-Fernanda Alves Samantha Murray | 5–7, 6–4, [10–7] |

## Eredményei Grand Slam-tornákon

### Egyéniben
| Grand Slam | Australian Open | Australian Open  | Roland Garros  | Roland Garros     | Wimbledon      | Wimbledon          | US Open        | US Open             |
| Év         | Eredmény        | Utolsó ellenfél  | Eredmény       | Utolsó ellenfél   | Eredmény       | Utolsó ellenfél    | Eredmény       | Utolsó ellenfél     |
| 1997       | –               | –                | –              | –                 | –              | –                  | 3. kör         | Jana Novotná        |
| 1998       | 2. kör          | Iva Majoli       | –              | –                 | 2. kör         | Serena Williams    | 3. kör         | Steffi Graf         |
| 1999       | 1. kör          | Émilie Loit      | 1. kör         | A Sánchez Vicario | Elődöntő       | Steffi Graf        | 2. kör         | Tara Snyder         |
| 2000       | 1. kör          | Martina Hingis   | 1. kör         | Sylvia Plischke   | 2. kör         | Silvija Talaja     | 1. kör         | Kristie Boogert     |
| 2001       | –               | –                | 3. kör         | Jennifer Capriati | Selejtező (Q1) | Selejtező (Q1)     | Selejtező (Q2) | Selejtező (Q2)      |
| 2002       | –               | –                | 2. kör         | T Panova          | –              | –                  | 1. kör         | Venus Williams      |
| 2003       | –               | –                | Selejtező (Q2) | Selejtező (Q2)    | Selejtező (Q3) | Selejtező (Q3)     | Selejtező (Q1) | Selejtező (Q1)      |
| 2004−2009  | –               | –                | –              | –                 | –              | –                  | –              | –                   |
| 2010       | –               | –                | –              | –                 | 1. kör         | V Azaranka         | 2. kör         | Jelena Janković     |
| 2011       | 1. kör          | Sorana Cîrstea   | 1. kör         | M Sarapova        | 1. kör         | Dominika Cibulková | 2. kör         | Francesca Schiavone |
| 2012       | Selejtező (Q2)  | Selejtező (Q2)   | 1. kör         | Sz Kuznyecova     | 3. kör         | Roberta Vinci      | 1. kör         | MJ Martínez Sánchez |
| 2013       | 1. kör          | Lucie Šafářová   | 1. kör         | Varvara Lepchenko | 2. kör         | C Suárez Navarro   | 1. kör         | Sachia Vickery      |
| 2014       | 1. kör          | Sabine Lisicki   | 1. kör         | Alison Riske      | 1. kör         | V Azaranka         | 4. kör         | Sara Errani         |
| 2015       | 1. kör          | Tereza Smitková  | 3. kör         | Alizé Cornet      | 2. kör         | Garbiñe Muguruza   | 1. kör         | Kiki Bertens        |
| 2016       | 1. kör          | Kirsten Flipkens | 2. kör         | Ószaka Naomi      | 1. kör         | Dominika Cibulková | 2. kör         | Angelique Kerber    |
| 2017       | Elődöntő        | Serena Williams  | 1. kör         | Çağla Büyükakçay  | 1. kör         | Carina Witthöft    | 2. kör         | C Suárez Navarro    |
| 2018       | 2. kör          | A Szasznovics    | –              | –                 | –              | –                  | –              | –                   |

### Párosban
| Grand Slam | Australian Open             | Australian Open                    | Roland Garros            | Roland Garros                     | Wimbledon                   | Wimbledon                         | US Open                   | US Open                            |
| Év         | Eredmény Partner            | Utolsó ellenfél                    | Eredmény Partner         | Utolsó ellenfél                   | Eredmény Partner            | Utolsó ellenfél                   | Eredmény Partner          | Utolsó ellenfél                    |
| 1998       | Győzelem Martina Hingis     | Lindsay Davenport Natallja Zverava | –                        | –                                 | –                           | –                                 | 1. kör Szeles Mónika      | Sonya Jeyaseelan Rene Simpson      |
| 1999       | 1. kör Mary Pierce          | Christina Singer Helena Vildová    | –                        | –                                 | –                           | –                                 | 1. kör Jennifer Capriati  | Cătălina Cristea Ruxandra Dragomir |
| 2000       | 2. kör Natallja Zverava     | Sabine Appelmans Rita Grande       | –                        | –                                 | –                           | –                                 | –                         | –                                  |
| 2001−2010  | –                           | –                                  | –                        | –                                 | –                           | –                                 | –                         | –                                  |
| 2011       | –                           | –                                  | 2. kör Aravane Rezaï     | Sara Errani Roberta Vinci         | –                           | –                                 | 1. kör Tamira Paszek      | A Pavljucsenkova Vera Zvonarjova   |
| 2012       | –                           | –                                  | –                        | –                                 | 2. kör V Szavinih           | Tara Moore Melanie South          | 1. kör S Foretz Gacon     | Vera Dusevina T Tanasugarn         |
| 2013       | 3. kör Jelena Janković      | A Pavljucsenkova Lucie Šafářová    | 3. kör Jelena Janković   | J Makarova J Vesznyina            | Negyeddöntő Jelena Janković | Hszie Su-vej Peng Suaj            | 3. kör Jelena Janković    | Hszie Su-vej Peng Suaj             |
| 2014       | 2. kör A-L Grönefeld        | Eugenie Bouchard Vera Dusevina     | 1. kör Sloane Stephens   | Garbiñe Muguruza C Suárez Navarro | 2. kör Daniela Hantuchová   | J Makarova J Vesznyina            | 1. kör Dominika Cibulková | Caroline Garcia Monica Niculescu   |
| 2015       | 1. kör Lisa Raymond         | Kiki Bertens Johanna Larsson       | –                        | –                                 | 1. kör Jelena Janković      | Darija Jurak Ana Konjuh           | 1. kör Polona Hercog      | A Kudrjavceva A Pavljucsenkova     |
| 2016       | 3. kör Barbora Strýcová     | A-L Grönefeld Coco Vandeweghe      | 3. kör Aleksandra Krunić | Hszü Ji-fan Cseng Szaj-szaj       | 1. kör Polona Hercog        | Doi Miszaki E Szvitolina          | 2. kör Maria Sanchez      | Andrea Hlaváčková Lucie Hradecká   |
| 2017       | Negyeddöntő Andrea Petković | Hozumi Eri Miju Kato               | 2. kör Andrea Petković   | Daria Gavrilova A Pavljucsenkova  | 2. kör Andrea Petković      | Lucie Hradecká Kateřina Siniaková | 1. kör Andrea Petković    | Gabriela Dabrowski Hszü Ji-fan     |
| 2018       | 1. kör Andrea Petković      | I-C Begu Monica Niculescu          | –                        | –                                 | –                           | –                                 | –                         | –                                  |

## Év végi világranglista-helyezései
| Év     | 1997 | 1998 | 1999 | 2000 | 2001 | 2002 | 2003 | 2004 | 2005 | 2006 | 2007 | 2008 | 2009 | 2010 | 2011 | 2012 | 2013 | 2014 | 2015 | 2016 | 2017 | 2018  |
| Egyéni | 52.  | 51.  | 50.  | 207. | 191. | 202. | 335. | −    | −    | −    | 454. | 423. | 288. | 105. | 116. | 108. | 104. | 61.  | 67.  | 82.  | 32.  | 343.  |
| Páros  | −    | 20.  | 198. | 255. | 431. | −    | –    | –    | –    | –    | –    | 568. | −    | −    | 248. | 224. | 37.  | 76.  | 457. | 118. | 81.  | 1154. |